# Root Beer

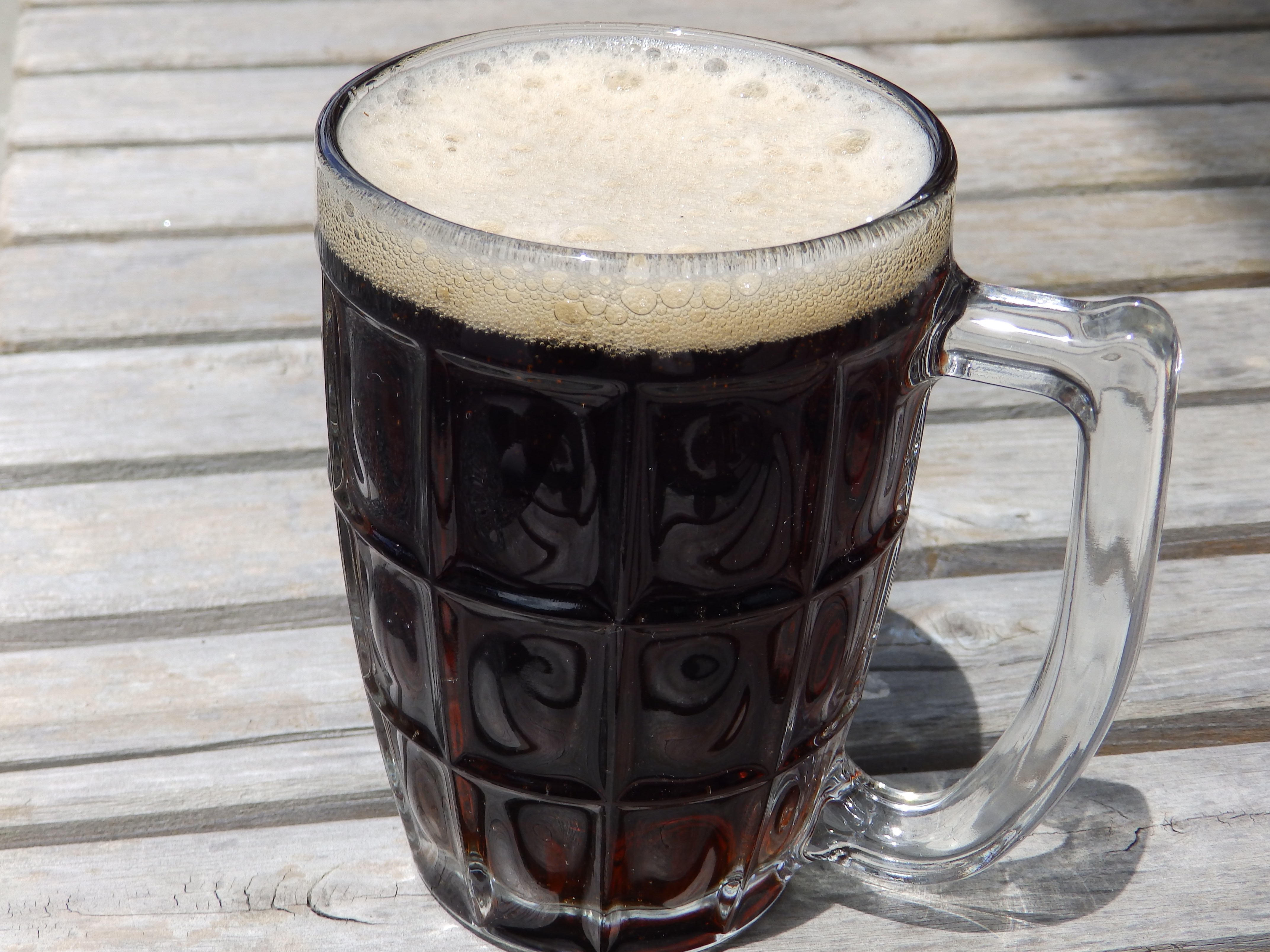
Ein Glas Root Beer

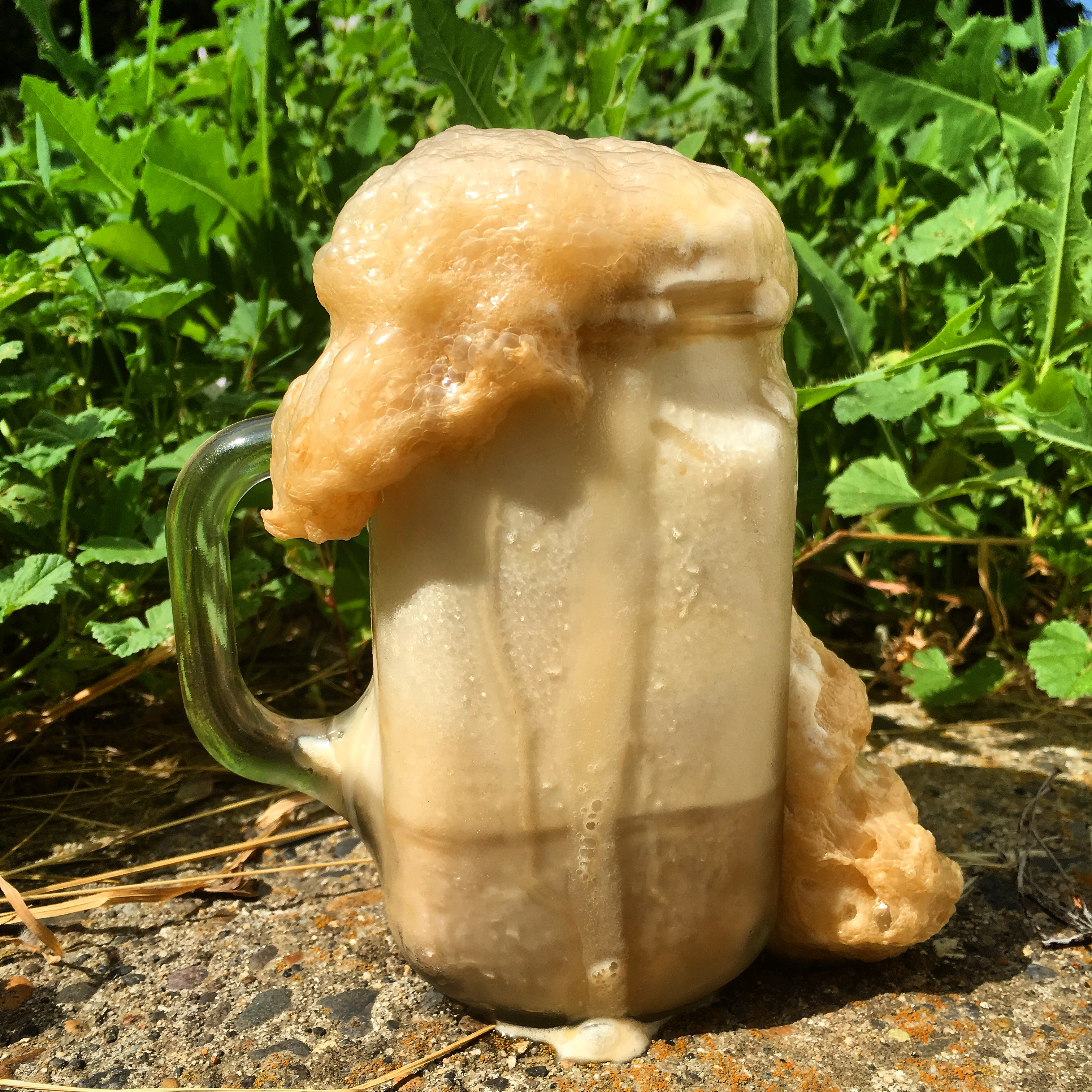
Root Beer Float

Root Beer [ˈruːt.bɪər] (anhörenⓘ; engl. für „Wurzelbier“) ist ein in den Vereinigten Staaten und Kanada verbreitetes, in der Regel alkoholfreies, kohlensäurehaltiges Erfrischungsgetränk. Im frankophonen Teil Kanadas wird es als Racinette [ˈʁa.si.nɛt]                    (anhörenⓘ; franz. für „Würzelchen“) bezeichnet, obwohl ursprünglich ein anderes Kräutergetränk diesen Namen trug. 
Ein beliebtes Dessert in den Vereinigten Staaten ist der Root Beer Float, bei dem typischerweise Vanilleeis in Root Beer schwimmt. In älteren deutschen Synchronisationen amerikanischer Filme wird der Begriff Root Beer oft mit Kräuterbier oder Malzbier übersetzt.

## Entstehung und Zusammensetzung
Root Beer wurde kommerziell erstmals 1876 von Charles E. Hires auf der Centennial Exhibition vorgestellt. Ursprünglich wollte er das extrakthaltige Getränk Root Tea nennen, da seine Zielgruppe jedoch Bergleute in den Gruben von Pennsylvania waren, nannte er es Root Beer. Charles Hires war Anhänger der Abstinenzbewegung und wollte daher eine alkoholfreie Alternative zu Bier einführen.
Das Getränk selbst war jedoch bereits im 18. Jahrhundert bekannt, nachdem Samuel Adams die Entwicklung eines alkoholfreien Bieres für seine Kinder angestoßen hatte. Das ursprüngliche Root Beer wird aus Extrakten der Wurzelrinde des Sassafrasbaumes hergestellt. Wegen der Karzinogenität des Sassafrasextrakts wird heute jedoch nur noch künstliches Sassafras-Aroma verwendet. In der Regel ist Root Beer koffeinfrei, einige wenige Anbieter geben jedoch auch Koffein bei.
Root Beer hat einen sehr eigentümlichen Geschmack und ist sehr süß. Die vorrangig geschmacksgebende Zutat ist das Wintergrün mit dem darin enthaltenen Salicylsäuremethylester. Andere (häufig alkoholhaltige) Rezepturen werden vor allem aus Wacholderbeeren, Vanilleschoten, Hopfen, Stechwinden und Süßholz zusammengesetzt und zeichnen sich durch einen medizinischen, bittersüßen Geschmack aus. 
Eine erfolgreiche Vermarktung ohne den Inhalt psychotroper Substanzen gelang dem Unternehmer John Willard Marriott. Inzwischen sind durch die Craft-Beer-Bewegung in den USA wieder alkoholhaltige Root-Beer-Varianten auf dem Markt.

## Absatz in Nordamerika und Europa
Auf dem nordamerikanischen Markt gibt es mehrere hundert Root-Beer-Marken, die als Erfrischungsgetränk oft jedoch nur lokale oder regionale Bedeutung haben. Das geschmackliche Spektrum ist weit größer, was an den verarbeiteten Zutaten, den Brauverfahren und den regionalen Vorlieben liegt. Zu den bekannteren überregionalen Marken gehören unter anderem A&W Root Beer, Dad’s Root Beer, Mug Root Beer und Barq’s. Letztere wurde 1995 nach einem Rechtsstreit von The Coca-Cola Company aufgekauft. Auch in manchen Teilen Europas sind die Marken erhältlich.